# Eustis (Florida)
Eustis è una città degli Stati Uniti d'America situata in Florida, nella contea di Lake.